# Liste der Bodendenkmale in Looft
In der Liste der Bodendenkmale in Looft sind die Bodendenkmale der Gemeinde Looft nach dem Stand der Bodendenkmalliste des Archäologischen Landesamts Schleswig-Holstein von 2016 aufgelistet.
| Denkmal-ID           | Befundart           | Bezeichnung                | Zeitstellung                 | Lage | Bemerkungen | Bild |
| -------------------- | ------------------- | -------------------------- | ---------------------------- | ---- | ----------- | ---- |
| aKD-ALSH-Nr. 004 612 | Grabmal > Grabhügel | Grabhügel „Gannerhalsberg“ | Vor- und/oder Frühgeschichte |      |             |      |
| aKD-ALSH-Nr. 004 613 | Grabmal > Grabhügel | Grabhügel                  | Vor- und/oder Frühgeschichte |      |             |      |
| aKD-ALSH-Nr. 004 714 | Grabmal > Grabhügel | Grabhügel                  | Vor- und/oder Frühgeschichte |      |             |      |
| aKD-ALSH-Nr. 004 715 | Grabmal > Grabhügel | Grabhügel                  | Vor- und/oder Frühgeschichte |      |             |      |